# اریدن هرناندز
اریدن هرناندز (انگلیسی: Aridane Hernández؛ زادهٔ ۲۳ مارس ۱۹۸۹) بازیکن فوتبال است.
از باشگاه‌هایی که در آن بازی کرده‌است می‌توان به باشگاه فوتبال کادیس اشاره کرد.